# Gerhard Hanappi
Gerhard Hanappi (Vienna, 16 febbraio 1929 – Vienna, 23 agosto 1980) è stato un calciatore e architetto austriaco, di ruolo centrocampista, considerato come uno dei più forti calciatori austriaci di tutti i tempi.
Centrocampista versatile, è cresciuto nelle giovanili del Wacker Vienna con cui ha esordito in campionato nel 1947. In seguito ha legato tutta la sua carriera ai colori del Rapid Vienna.

## Carriera
Esordì in campionato nel 1947 con i colori del Wacker Vienna, squadra allora campione d'Austria in carica. Dopo tre stagioni, tuttavia, si trasferì ai rivali cittadini del Rapid, dando vita ad una profonda rivalità tra le due tifoserie che non sarebbe più venuta meno.
Al Rapid vinse ben 7 campionati e una Coppa d'Austria, oltre alla Zentropa Cup del 1951 (in finale proprio contro il Wacker). Fece inoltre parte della selezione che vinse la medaglia di bronzo ai Mondiali in Svizzera. In Nazionale aveva esordito, appena diciannovenne, nel 1948. Dal 1955 al 1962, anno del suo ritiro, fu capitano della nazionale. Fu anche capitano del Rapid per sette anni, fino al suo ritiro nel 1964.
Il suo record di presenze in nazionale (93) non sarà eguagliato fino al 1998, per opera di Anton Polster.

## Dopo il ritiro
Dopo il ritiro ha intrapreso la carriera di architetto. Il suo progetto più famoso è senz'altro quello del Weststadion di Vienna, stadio del Rapid che in suo onore è stato ribattezzato, alla sua morte, Gerhard Hanappi Stadion.
Morì di cancro, nel 1980, a soli 51 anni.
Nel 1999 fu votato dai tifosi del Rapid Vienna come il terzo miglior giocatore di sempre del club, nel corso dei festeggiamenti per il centenario.

## Palmarès

### Club
- Campionato austriaco: 7

Rapid Vienna: 1950-1951, 1951-1952, 1953-1954, 1955-1956, 1956-1957, 1959-1960, 1963-1964
- Coppa d'Austria: 1

Rapid Vienna: 1960-1961
- Zentropa Cup:1

SK Rapid: 1951

### Individuali
- Calciatore austriaco dell'anno: 3

1950, 1954, 1955
- Sportivo austriaco dell'anno: 1

1955